# نموذج الانحدار المحدود
نموذج الانحدار المحدود أو المحجوب (Censored Regression Model)، يمثل أحد الأساليب الإحصائية المستخدمة لتحليل البيانات التي تتضمن حدودًا أو حجبا للملاحظات البيانية.

## التعريف
نموذج الانحدار المحدود هو أسلوب إحصائي يُستخدم لتحليل البيانات مع ملاحظات محدودة أو محجوبة (Censored Observations). تُستخدم هذه النماذج عندما لا تكون البيانات الملاحظة كاملة بسبب وجود حد أدنى أو أقصى لقيمة الاستجابة، مما يؤدي إلى تحديد أو حجب بعض القيم في العينة.

## الأسس النظرية
نموذج الانحدار المحدود يتعامل مع مشكلة البيانات المحدودة (المحجوبة)، حيث لا يمكن ملاحظة بعض القيم للمتغير التابع بسبب وجود حدود معينة. على سبيل المثال، في دراسة حول الإنفاق على الصحة، قد لا يتم الإبلاغ عن الإنفاق الفعلي للأسر التي لا تنفق على الصحة على الإطلاق، مما يؤدي إلى بيانات محدودة. النموذج يفترض أن هناك متغير كامن يتبع توزيعاً طبيعياً ويحدد قيم المتغير التابع الملاحظة والمحجوبة. تم تطوير هذا النموذج كأداة لتحليل حالات حيث يقتصر توزيع الاستجابة على قيم معينة بسبب طبيعة البيانات. يقوم النموذج على فكرة أن هناك متغير استجابة كامن غير محدود يمكن أن يكون متغير الاهتمام، لكن البيانات المتاحة للملاحظة محدودة بسبب آلية التحديد.

## الفرق بين البيانات المحدودة والبيانات المقطوعة
يجب التفريق بين البيانات المحدودة (المحجوبة) والبيانات المقطوعة (Truncated Data). البيانات المحدودة موجودة ولكنها غير مرئية أو مكتملة بسبب الحدود، بينما البيانات المقطوعة تكون غير موجودة في العينة المدروسة. مثلا، عند توفر بيانات عن المتغيرات المستقلة من دون توفر بيانات عن المتغير التابع، فهذه البيانات تعتبر محجوبة ولكن غير مقطوعة.

## تطبيقات نموذج الانحدار المحدود
تتضمن التطبيقات الشائعة لنموذج الانحدار المحدود الأبحاث الاقتصادية، الدراسات الاجتماعية، والبحوث الطبية. على سبيل المثال، يمكن استخدامه لتحليل الإنفاق على الرعاية الصحية حيث قد يكون هناك حد أدنى للإنفاق (صفر) ولكن لا حد أعلى محدد، أو في دراسة عن البطالة حيث يتم تسجيل أولئك الذين يعملون لساعات قليلة جدًا (أو لا يعملون) كأشخاص بدون عمل.